# Plane (Tuzla)
Pour les articles homonymes, voir Plane.
Plane (en cyrillique : Плане) est un village de Bosnie-Herzégovine. Il est situé sur le territoire de la ville de Tuzla, dans le canton de Tuzla et dans la fédération de Bosnie-et-Herzégovine. Selon les premiers résultats du recensement bosnien de 2013, il compte 763 habitants.

## Géographie
Le village est situé sur les bords du Mramorski potok, un affluent de la rivière Jala ; sur son territoire se trouve le lac de Kop.

## Démographie

### Évolution historique de la population dans la localité
| 1948 | 1953 | 1961 | 1971  | 1981 | 1991 | 2013 |
| ---- | ---- | ---- | ----- | ---- | ---- | ---- |
| -    | -    | 720  | 1 032 | 872  | 865  | 763  |

|  |